# Cocoon Crash
Cocoon Crash   è il terzo album in studio del gruppo belga K's Choice, pubblicato nel 1998. I suoi singoli erano "Believe", "Everything for Free" e "If You Not Not Scared". Musicalmente, è paragonabile al loro secondo album, Paradise in Me, ma presenta tonalità più solari.
Dalla sua uscita, Cocoon Crash ha venduto più di 1.000.000 di copie e ha ottenuto il disco di platino in Belgio e Paesi Bassi. L'album è stato prodotto da Gil Norton (Pixies, Counting Crows, Feeder)

## Tracce
Testi e musiche di Sarah e Gert Bettens.
1. Believe – 3:30
2. In Your Room – 3:37
3. Everything for Free – 3:44
4. Now is Mine – 2:51
5. Butterflies Instead – 3:34
6. If You're Not Scared – 3:17
7. 20,000 Seconds – 2:24
8. Too Many Happy Faces – 3:28
9. Cocoon Crash – 3:10
10. Hide – 4:08
11. Freestyle – 3:17
12. Quiet Little Place – 3:14
13. God in My Bed – 3:03
14. Winners – 3:53

## Formazione
- Sarah Bettens – voce, chitarra
- Gert Bettens – chitarra, tastiere, voce
- Jan Van Sichem Jr. – chitarra su "Cocoon Crash"
- Eric Grossman – basso
- Bart Van Der Zeeuw – percussioni